# Corgatha griseicosta
Corgatha griseicosta là một loài bướm đêm trong họ Erebidae.